# Saint-Blaise (Haute-Savoie)
Saint-Blaise is een gemeente in het Franse departement Haute-Savoie (regio Auvergne-Rhône-Alpes) en telt 224 inwoners (2004). De plaats maakt deel uit van het arrondissement Saint-Julien-en-Genevois.

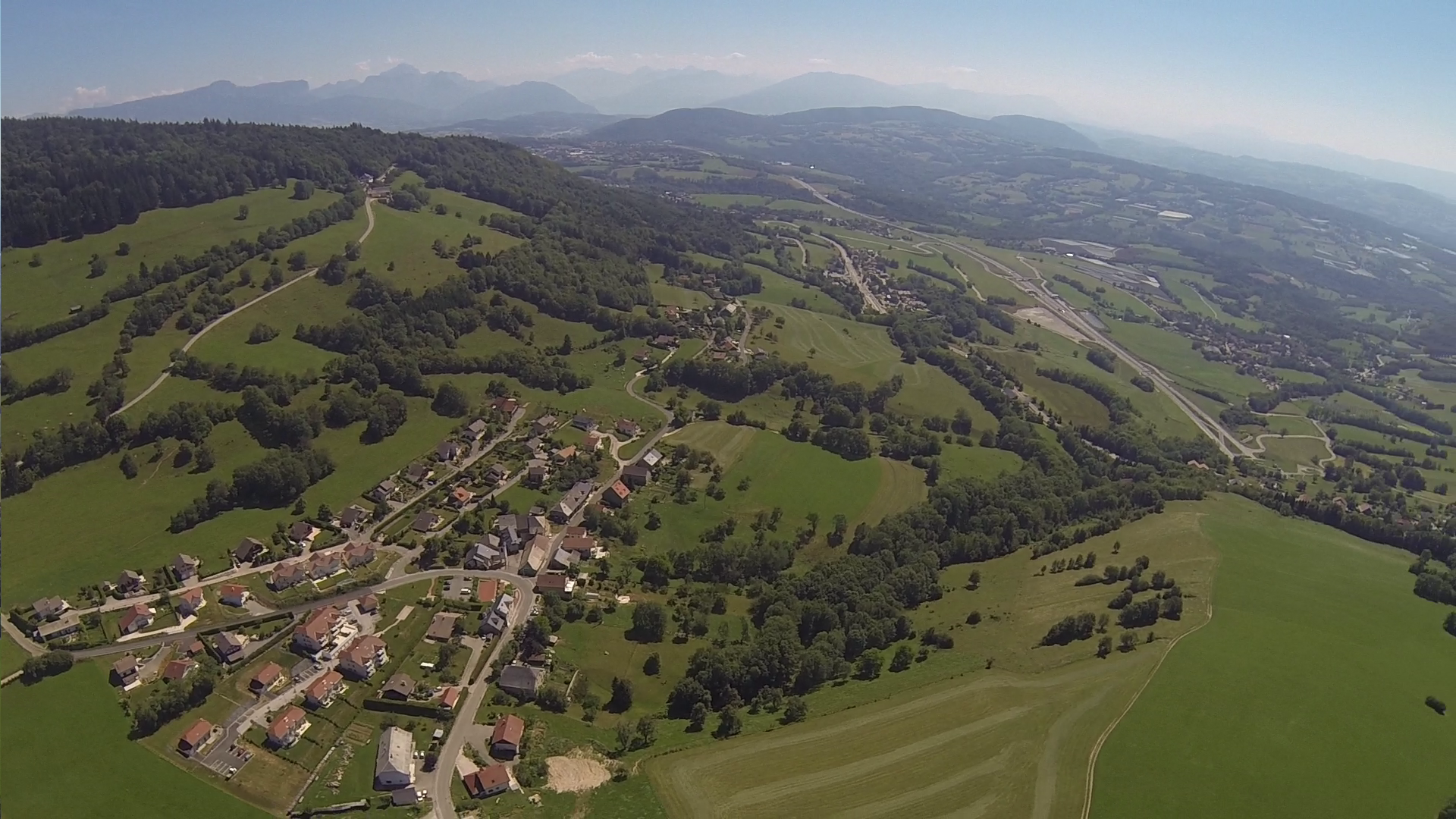
Saint-Blaise

## Geografie
De oppervlakte van Saint-Blaise bedraagt 2,5 km², de bevolkingsdichtheid is 89,6 inwoners per km².
De onderstaande kaart toont de ligging van Saint-Blaise (Haute-Savoie) met de belangrijkste infrastructuur en aangrenzende gemeenten.

## Demografie
Onderstaande figuur toont het verloop van het inwonertal (bron: INSEE-tellingen).